# Les Chroniques de Riddick : Dark Fury
Série Les Chroniques de Riddick
Les Chroniques de Riddick
(2004) Riddick
(2013)
Pour plus de détails, voir Fiche technique et Distribution.
Les Chroniques de Riddick : Dark Fury (The Chronicles of Riddick: Dark Fury) est un film d'animation américain de science-fiction réalisé par Peter Chung et sorti directement en vidéo en 2004. Il fait la liaison entre le premier volet Pitch Black (2000) et le deuxième, Les Chroniques de Riddick sorti quelques jours plus tôt. C'est le 3e film de la franchise Les Chroniques de Riddick.

## Synopsis
Après s'être échappés de la planète M6-117 , Richard B. Riddick, Imam et Jack sont récupérés par un vaisseau rempli de mercenaires. Bien que Riddick essaye de cacher son identité, les mercenaires scannent son empreinte vocale et découvrent rapidement son identité (la tête de Riddick est mise à prix par de nombreux gouvernements et mercenaires pour ses crimes).
Capturé, le trio de survivants découvre rapidement les projets inhabituels des mercenaires. Le capitaine du vaisseau, Antonia Chillingsworth, est une collectionneuse de criminels, qu'elle cryogénise et expose en statues dans son musée privé. Fascinée par l'esthétique de la violence, elle considère ses statues comme des œuvres d'art, et désire intégrer Riddick comme la pièce maîtresse de sa collection. Ce destin est plus cruel encore que la mort, car les criminels ne « dorment » pas, mais restent éveillés, condamnés à vivre des centaines d'années dans un corps paralysé et isolé de tout contact humain.
Riddick, Jack et Imam essaient de s'échapper du vaisseau, mais Riddick préfère qu'ils se tiennent loin de lui pour éviter tout danger. Celui-ci doit combattre toute une horde d'ennemis humains et non-humains, avant de pouvoir rejoindre le dock des vaisseaux. Une fois sur place, le trio se recompose et s'apprête à partir, lorsque Antonia Chillingsworth surgit dans le hangar et s'attaque à Riddick. C'est à ce moment que Jack se rend compte de sa propre propension à la violence, en tuant Antonia. Cette découverte est une source d'inquiétude pour Riddick, car il ne veut pas qu'elle devienne elle aussi une criminelle. Riddick subtilise finalement une navette mercenaire, et programme les destinations d'UV 6 et de Helion Prime dans l'ordinateur de bord.

## Fiche technique
- Titre : Les Chroniques de Riddick : Dark Fury
- Titre original : The Chronicles of Riddick: Dark Fury
- Réalisation : Peter Chung
- Scénariste : Brett Matthews, d'après une histoire de David Twohy, d'après les personnages créés par Jim Wheat et Ken Wheat
- Musique : Tobias Enhus, Machine Head, Christopher Mann
- Son : Keith Burhans, Lisle Engle, Kip Smedley
- Montage : Ken Solomon
- Animation : Ahn Choul-woo, Ahn Joon-ryoul, Choi Sung-pil, Han Young-gil, Hong Kyoung-pyo
- Production : John Kafka, Jae Y. Moh et Vin Diesel[2]
- Sociétés de production[3] : Universal Pictures, Universal Home Video et Universal Cartoon Studios
- Sociétés de distribution[3] : Universal Pictures Home Entertainment (États-Unis) (DVD)
- Pays de production :  États-Unis
- Langue originale : anglais
- Format[4] : couleur - 1,78:1 (Widescreen) - son Dolby Digital
- Genre : animation, science-fiction, action
- Durée : 35 minutes
- Dates de sortie[5] :
  - États-Unis : 15 juin 2004 (sortie directement en vidéo)
  - France[6] : 15 juin 2004 (sortie directement en vidéo)

## Distribution
- Vin Diesel (VF : Joël Zaffarano) : Richard B. Riddick
- Rhiana Griffith : Jack
- Keith David : Abu 'Imam' al-Walid
- Nick Chinlund : Toombs
- Roger L. Jackson : Junner
- Tress MacNeille : Chillingsworth
- Dwight Schultz : la voix de l'intelligence artificielle du vaisseau

## Distinctions
En 2005, Les Chroniques de Riddick : Dark Fury a été sélectionné une fois dans diverses catégories et n'a remporté aucune récompense.
- Éditeurs de sons de films 2005 : nomination au meilleur montage sonore en direct sur vidéo pour Glynna Grimala, Scott Martin Gershin, Bryan Celano, Steve Tushar, Tom Ozanich, Lisle Engle, Peter Zinda et Bryan Bowen.